# Palimna indosinica
Palimna indosinica är en skalbaggsart som beskrevs av Stefan von Breuning 1938. Palimna indosinica ingår i släktet Palimna och familjen långhorningar. Inga underarter finns listade i Catalogue of Life.